# Mozambique aux Jeux olympiques d'été de 2024
Le Mozambique participe aux Jeux olympiques de 2024 à Paris. Il s'agit de sa 11e participation à des Jeux d'été.
Le nageur Matthew Lawrence et la boxeuse Alcinda dos Santos sont nommés porte-drapeaux de la délégation mozambicaine.

## Athlètes engagés
| Sport      | Hommes | Femmes | Total |
| ---------- | ------ | ------ | ----- |
| Athlétisme | 1      | 0      | 1     |
| Boxe       | 1      | 1      | 2     |
| Judo       | 0      | 1      | 1     |
| Natation   | 1      | 1      | 2     |
| Voile      | 0      | 1      | 1     |
| Total      | 3      | 4      | 7     |

## Résultats

### Athlétisme
Le Mozambique envoie un sprinter aux Jeux Olympiques d’été de 2024.
| Athlète       | Épreuve        | Tour préliminaire | Tour préliminaire | Premier tour | Premier tour | Demi-finales | Demi-finales | Finale  | Finale  |
| Athlète       | Épreuve        | Temps             | Rang              | Temps        | Rang         | Temps        | Rang         | Temps   | Rang    |
| ------------- | -------------- | ----------------- | ----------------- | ------------ | ------------ | ------------ | ------------ | ------- | ------- |
| Steven Sabino | 100 m masculin | DQ                | DQ                | Éliminé      | Éliminé      | Éliminé      | Éliminé      | Éliminé | Éliminé |

### Boxe
Le Mozambique envoie deux boxeurs au tournoi Olympique. Alcinda Panguana s’est qualifiée lors du tournoi olympique de qualification à Dakar en 2023. Tiago Muxanga bénéficie d'une place attribuée au nom de l'universalité des Jeux.
| Athlète        | Catégorie              | 1/16e de finale           | 1/8e de finale      | Quart de finale     | Demi-finale         | Finale              | Rang    |
| Athlète        | Catégorie              | Adversaire Résultat       | Adversaire Résultat | Adversaire Résultat | Adversaire Résultat | Adversaire Résultat | Rang    |
| -------------- | ---------------------- | ------------------------- | ------------------- | ------------------- | ------------------- | ------------------- | ------- |
| Tiago Muxamnga | Poids welters (-71 kg) | Schachidow Victoire 4 - 1 | Verde Défaite 2 - 3 | Éliminé             | Éliminé             | Éliminé             | Éliminé |

| athlète          | Catégorie              | 1/16e de finale           | 1/8e de finale      | Quart de finale     | Demi-finale         | Finale              | Rang     |
| athlète          | Catégorie              | Adversaire Résultat       | Adversaire Résultat | Adversaire Résultat | Adversaire Résultat | Adversaire Résultat | Rang     |
| ---------------- | ---------------------- | ------------------------- | ------------------- | ------------------- | ------------------- | ------------------- | -------- |
| Alcinda Panguana | Poids welters (-66 kg) | Triebeľová Victoire 5 - 0 | Yang Défaite 0 - 5  | Éliminée            | Éliminée            | Éliminée            | Éliminée |

### Judo
Le Mozambique qualifie une judoka. Jacira Ferreira (Femme – 52 kg) est qualifiée grâce au quota continental basé sur le classement olympique aux points.
| Athlète         | Compétition    | 1er tour                 | 2e tour             | Quart de finale     | Demi-finale         | Repêchage           | Finale              | Rang     |
| Athlète         | Compétition    | Adversaire Résultat      | Adversaire Résultat | Adversaire Résultat | Adversaire Résultat | Adversaire Résultat | Adversaire Résultat | Rang     |
| --------------- | -------------- | ------------------------ | ------------------- | ------------------- | ------------------- | ------------------- | ------------------- | -------- |
| Jacira Ferreira | Moins de 52 kg | Maharani Défaite 00 - 10 | Éliminée            | Éliminée            | Éliminée            | Éliminée            | Éliminée            | Éliminée |

### Natation
Le Mozambique envoie deux nageurs aux Jeux Olympiques de Paris
| Athlète          | Épreuve                 | Séries       | Séries | Demi-finales | Demi-finales | Finale   | Finale   |
| Athlète          | Épreuve                 | Temps        | Rang   | Temps        | Rang         | Temps    | Rang     |
| ---------------- | ----------------------- | ------------ | ------ | ------------ | ------------ | -------- | -------- |
| Matthew Lawrence | 100 m papillon masculin | 1 min 4 s 95 | 32e    | Éliminé      | Éliminé      | Éliminé  | Éliminé  |
| Denise Donelli   | 100 m dos féminin       | 1 min 4 s 73 | 34e    | Éliminée     | Éliminée     | Éliminée | Éliminée |

### Voile
Le Mozambique qualifie un bateau lors de la Régate africaine de 2023 à Soma Bay, en Égypte.
| Athlète        | Compétition         | Régate | Régate | Régate | Régate | Régate | Régate | Régate | Régate | Régate | Régate | Régate | Total net | Rang final |
| Athlète        | Compétition         | 1      | 2      | 3      | 4      | 5      | 6      | 7      | 8      | 9      | 10     | CM     | Total net | Rang final |
| -------------- | ------------------- | ------ | ------ | ------ | ------ | ------ | ------ | ------ | ------ | ------ | ------ | ------ | --------- | ---------- |
| Deisy Nhaquile | Laser Radial femmes | 39     | 32     | 34     | 42     | 42     | 42     | 36     | 41     | 35     | An.    | Él.    | 301       | 40e        |